# دانیل لئون
دانیل لئون (انگلیسی: Daniel Leone; ۳ ژوئن ۱۹۹۳ – ۳ اکتبر ۲۰۲۱) بازیکن فوتبال اهل ایتالیا بود.